# Juist

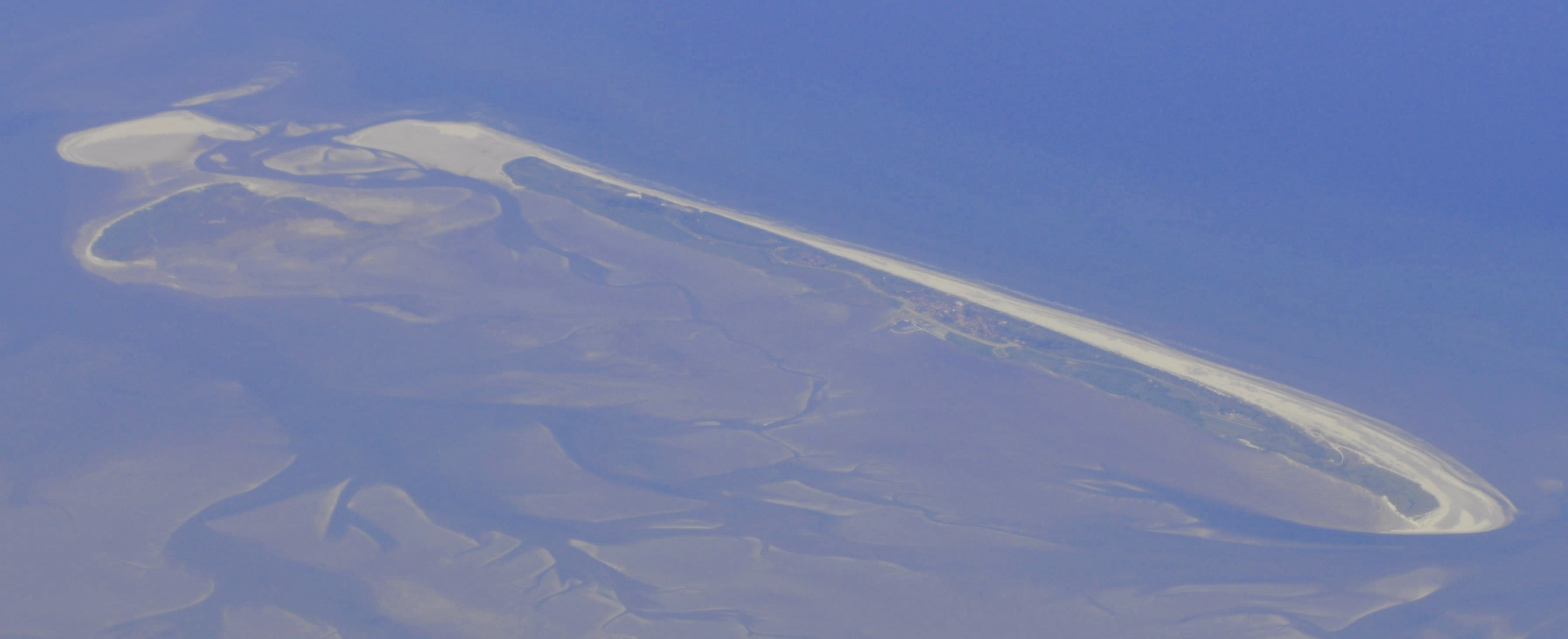
Juist from the air

Juist (phát âm tiếng Đức: [ˈjyːst]) là một trong 7 hòn đảo có người ở của quần đảo Đông East Frisia trên Biển Bắc, tọa lạc giữa đảo Borkum (tây), đảo Memmert (tây nam) và Norderney (đông). Đây cũng là một đô thị thuộc huyện Aurich trong bang Niedersachsen trong nước Đức. Đô thị Juist có diện tích 16,43 km².
Juist có chiều dài 17 km và rộng từ 500 m-1 km.